# Marcantonio Giustinian
Marcantonio Giustinian (né le 2 mars 1619 à Venise – mort le 23 mars 1688) est le 107e doge de Venise. Élu en 1684, son dogat dure jusqu'en 1688.
Homme très pieux et de  grande culture, après avoir fait des études de philosophie, de théologie et d'histoire à l'Université de Padoue. Il parle de nombreuses langues, le latin, le grec et l'hébreu. Dénué d'ambitions, il assume parfaitement le rôle de doge de pure représentation.
Sous son dogat, la guerre commencée en 1684 contre les Turcs se poursuit et assure de nombreuses victoires à son successeur Francesco Morosini à l'époque provéditeur militaire.

## Biographie
Marcantonio Giustinian est le fils de Pietro et de  Marina. Il se distingue comme ambassadeur en France (le roi le fait chevalier) où, grâce à sa grande capacité d'orateur, il obtient beaucoup de fonds pour la République pour la poursuite de la Guerre de Candie (1645-1669).
C'est un homme très riche, il entreprend une carrière politique alors qu'il est encore jeune. Il est membre du  conseil des Dix et recouvre quelques charges sans jamais en obtenir d'importantes car il est jugé trop « médiocre ».
Il ne s'est jamais marié et n'a jamais eu de femme pour éviter les « péchés » comme il aime à le répéter soulignant sa dévotion excessive.

### Le dogat
Le 26 janvier 1684 il est élu doge surprenant certains qui, n'étant pas au fait que Venise cherche une personne manœuvrable, pensent que le vainqueur serait Francesco Morosini qui ne peut que mener des campagnes militaires supplémentaires en 1686 et en 1687, accroissant encore plus sa gloire. En effet Giustinian n'est que l'ombre de  Morosini qui catalyse l'attention car en peu de temps, avec des dimensions et des moyens réduits, il réussit à battre plusieurs fois les Turcs et conquérir les îles de Leucade, Prevesa, Kalamata, Pylos.
Ces années sont exaltantes après tant de siècles pendant lesquels les Vénitiens doivent subir des défaites ou attendre pendant des décennies les résultats des sièges et obtempérer à d'onéreux traités de paix. Les armées vénitiennes semblent imbattables. Le doge, homme modeste qui ne peut rivaliser avec Morosini, se limite à organiser des fêtes et des banquets et se rendant à l'église si souvent qu'on le surnomme San Zuanino ou aussi la "doge des Te Deum".
Il vit les quatre ans et demi de règne sans prendre de décisions sinon avec l'assistance des conseillers et s'attirant, pour cela, les critiques du peuple.
Il meurt le 23 mars 1688, après l'échec d'une opération chirurgicale sans être regretté par le peuple qui lui reproche toutes les difficultés du moment. Il fut enterré dans l'église San Francesco della Vigna.
Plus tard, après ses funérailles, une poésie circula qui ironisait sur les noms des médecins qui le soignaient, « Thon et Dauphin » (Tonno et Delfino), en disant qu'il avait été tué par deux poissons pas très bons.

## Œuvres

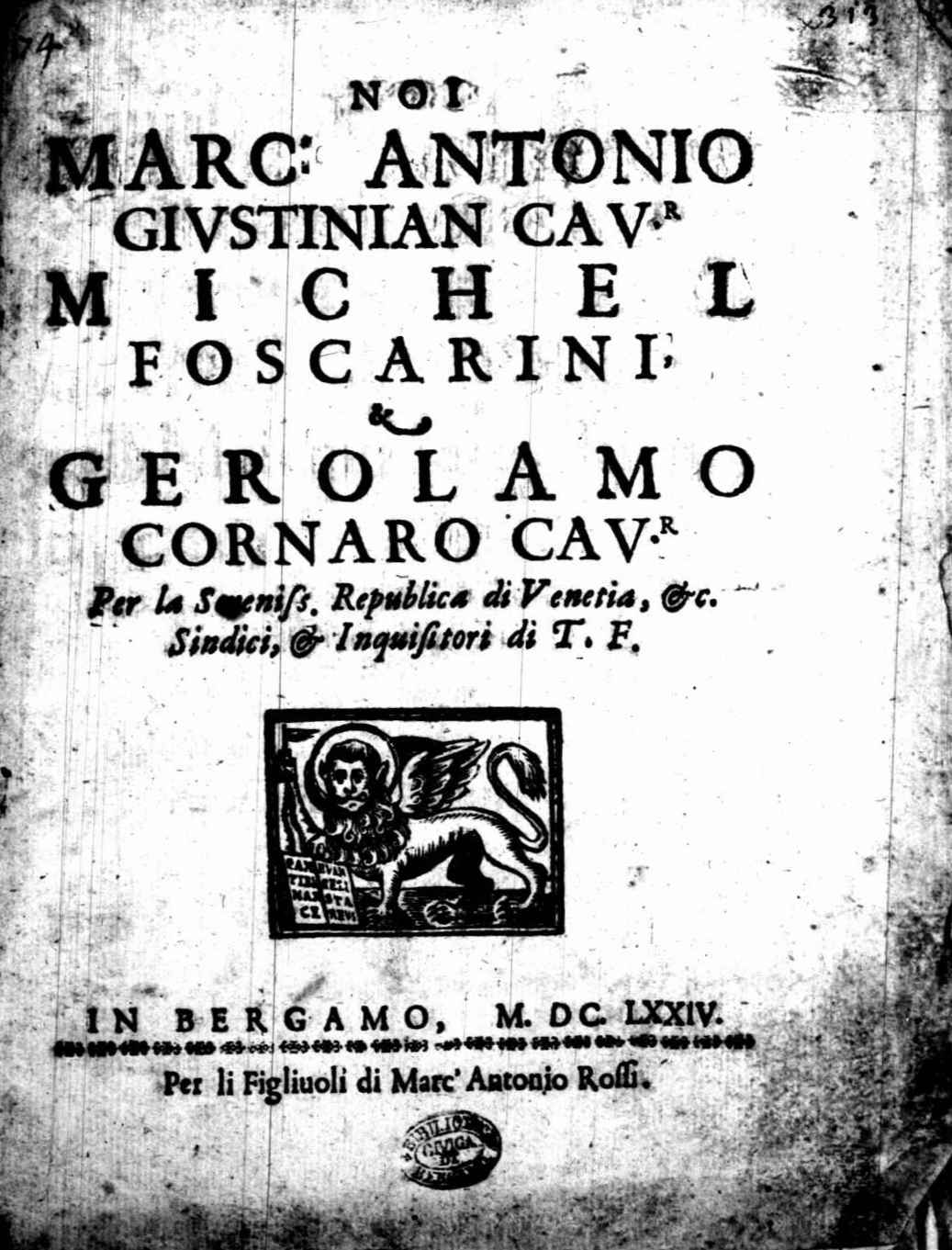
Marcantonio Giustinian, Michele Foscarini e Gerolamo Cornaro, Ordini relativi alle paghe delle genti d'arme, 1674

- (it) Ordini e terminationi nel proposito del territorio di Bergamo li 4 aprile 1673, Bergamo, Marc'Antonio Rossi, figli, 1673 (lire en ligne)
- (it) Ordini et regole fatte per la Comunità de gl'Orzi Nuovi, Brescia, Giovanni Giacomo Vignadotti, 1673 (lire en ligne)
- (it) Ordini, dichiarazioni e limitazioni in proposito di privilegi et esenzioni dai dazi nella città di Bergamo l'anno 1673, 1673 (lire en ligne)
- (it) Ordini et regole fatte per il territorio di Brescia, Brescia, Giovanni Giacomo Vignadotti, 1674 (lire en ligne)
- (it) Ordini et regole fatte per la Comunità di Lonato, Brescia, Giovanni Giacomo Vignadotti, 1674 (lire en ligne)
- (it) Ordini relativi alle paghe delle genti d'arme, Bergamo, Marc'Antonio Rossi, figli, 1674 (lire en ligne)
- (it) Ordini e terminazioni stabilite in proposito dei notai e coadiutori del Palazzo, Bergamo, fratelli Rossi, 1732 (lire en ligne)